# Indotestudo elongata
La tortuga elongada (Indotestudo elongata) es una tortuga terrestre de la familia Testudinidae del sudeste asiático y parte del sur de Asia. La especie se distribuye por Nepal, Bangladés, India (Jalpaiguri, Bengala Oriental, y Singhbhum en Bihar), Birmania (o Myanmar), Laos, Tailandia (incl. Phuket), Camboya, Vietnam, oeste de Malasia y sur de China.

## Descripción

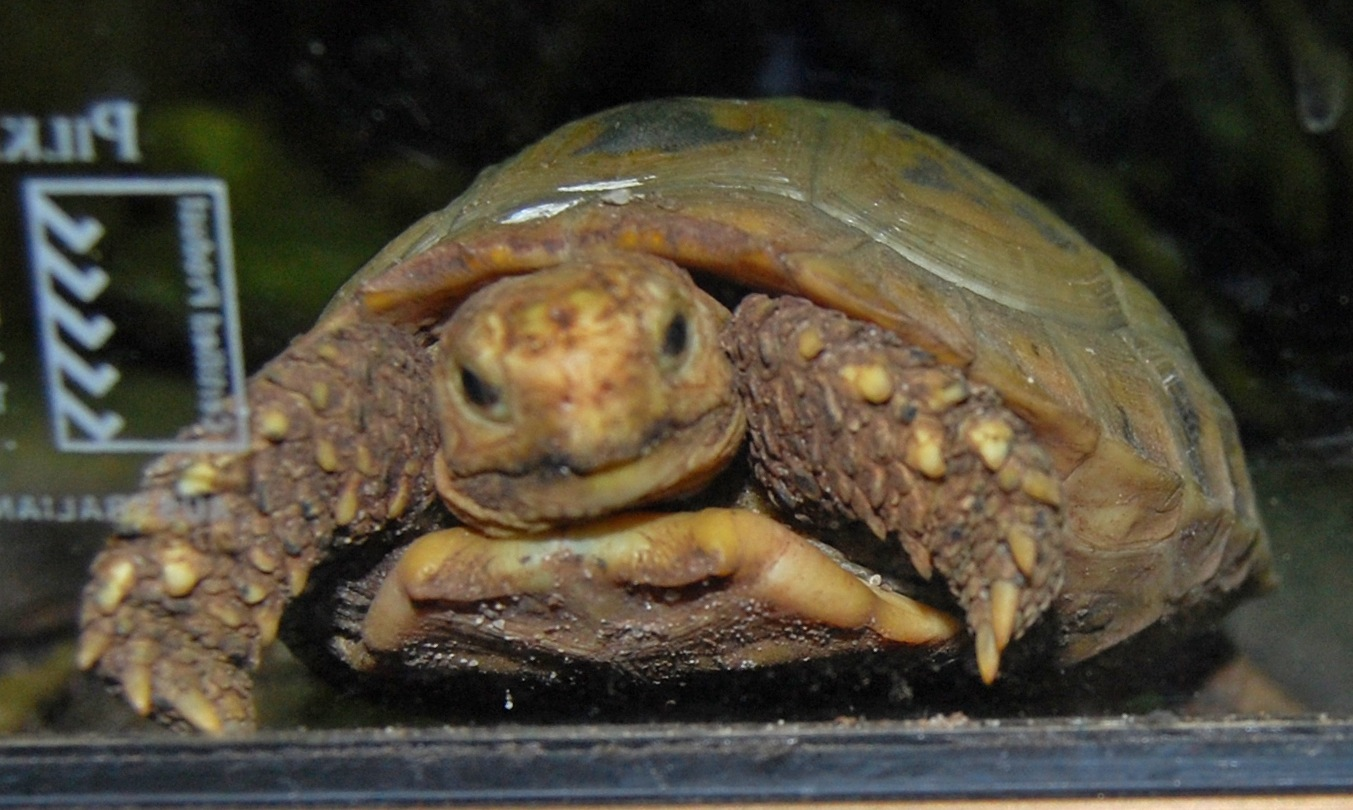
Indotestudo elongata

Por lo general la tortuga elongada mide alrededor de 30 cm de largo y pesa 3,5 kg en la edad adulta. Las hembras tienden a ser más anchas que los machos y más redondeadas. Los machos también tienen una cola que es mucho mayor que el de la hembra. Los machos tienen un plastrón cóncavo, mientras que el plastrón de la hembra es plano. Además, las garras posteriores de la hembra son claramente más largas y más curvadas que las de los machos. Se cree que esto es para facilitar la construcción del nido.